# La niña (série de televisão)
La niña (em inglês: The Girl) é uma série de televisão colombiana produzida e exibida pela Caracol Televisión entre 26 de abril e 16 de setembro de 2016.
Foi protagonizada por Ana Maria Estupiñán e Sebastián Eslava, com a participação especial de Marcela Benjumea, Melisa Cáceres e Michelle Orozco e antagonizada por Diego Vásquez, Juana Arboleda, Marcelo Castro, Roger Moreno e Juan Millán.

## Sinopse
Belky morava no campo, já que era pequena, Belky ajudava no trabalho doméstico, cuidava de seu irmão e o amava tanto que se ofereceu para ir à guerrilha diante da ameaça de que o levariam. Dando-lhes uma desculpa de que seu irmão era fraco e que seria mais útil para eles, já que seu irmão sofria de epilepsia. Belky foi levado para a selva, onde há mais de cinco anos foi adoctrinada e treinada para sua nova vida, foi chamado de nome "Sara" colocado pelo comandante Roncancio, na guerrilha foi forçado a lutar, colocar minas, atacar populações inocentes e extorquem. Um dia, enquanto fazia uma das extorsões, ela foi capturada pelo exército e foi lá que Belky encontrou uma luz no meio da estrada. Belky consegue entrar em um programa governamental para a reintegração de crianças levadas à guerra. lá está reunido com sua família e os golpes não são poucos. Suas irmãs já não a conhecem e seu irmãozinho, aquele por quem ela deu a vida, não está mais lá. Decepcionado e dolorido, gostaria de morrer. Ele não sente vontade de estudar ou sair, muito menos indo para o campo para ajudar sua mãe. Mas lá na instalação correcional, ele conhece o amor que Manuel lhe oferece, um menino que foi entregue aos paramilitares por sua família e que agora está tentando cumprir seu sonho: tornar-se um grande chef. Manuel ajuda-a a entender que ela também tem um sonho: ser um médico. É então quando Belky decide validar todos os seus estudos de ensino fundamental e médio, apresentar os testes do ICFES e entrar em uma boa universidade para estudar Medicina. Para seguir seu sonho, Belky e sua família devem se mudar para Bogotá. Lá, ele encontra Victor, um futuro estudante de medicina que será um grande amigo que a ajudará mais de uma vez. Depois de muitos obstáculos, Belky consegue entrar na faculdade. Lá, ele encontra Santiago, Natalia e Juliana; Mas nem tudo é fácil para Belky. Além de estudar, ele deve trabalhar em um call center, e pior ainda: tente se livrar do coronel Barragán, seu pior inimigo.

## Produção
A série foi gravada em diversas partes da Colômbia, incluindo Bogotá, Meta, Cundinamarca, Acacías, San Francisco  e em algumas zonas de La Vega.

## Elenco
- Ana Maria Estupiñán, como Belky / Sara
- Sebastián Eslava, como Manuel Monsalve
- Marcela Benjumea, como Mireya Pinzón
- Marcelo Dos Santos, como Decano Alfonso Montealegre
- Diego Vásquez, como Coronel Luis Barragán
- Cristina Campuzano, como Constanza Duque / Connie
- Juan Manuel Mendoza, como Doctor Rodrigo Carrera
- Cony Camelo, como Tatiana Toquica
- Santiago Alarcón, como Doctor Horacio Fuentes
- Variel Sánchez' como Victor Manjarrés
- Juan Sebastián Aragón, como Coronel Javier Alzate
- Laura Perico, como Juliana Montealegre
- Alberto Cardeño, como Miguel Eslava
- Laura Archbold, como Natalia Villamizar
- Carlos Felipe Sánchez, como Santiago Caballero
- Martha Restrepo, como Ángela Acosta de Barragán
- Fernando Arévalo, como Padre Rivas
- Brenda Hanst, como Doctora Silvia Lozano
- Fabio Velasco, como Abelardo / Rigoberto Varón
- Roger Moreno, como Esteban
- Juan Millán, como Julio
- María Barreto, como Yolima
- Victoria Ortíz, como María Luisa Barragán
- Melissa Cáceres, como Beatriz Eslava Pinzón

### Convidado inicial
- Mike Bahía, como Himself[4]

## Prêmios e Nomeações

### Prêmios ChipTV
| Ano            | Categoria                                  | Nomeação                                                                      | Resultado |
| -------------- | ------------------------------------------ | ----------------------------------------------------------------------------- | --------- |
| Prêmios ChipTV | Melhor Série                               | Melhor Série                                                                  | Indicado  |
| Prêmios ChipTV | Ator Protagonista de Série                 | Sebastian Eslava                                                              | Indicado  |
| Prêmios ChipTV | Atriz Protagonista de Série                | Ana Maria Estupiñan                                                           | Venceu    |
| Prêmios ChipTV | Atriz Antagonista de Série                 | Juana Arboleda                                                                | Indicado  |
| Prêmios ChipTV | Ator Antagonista de Série                  | Roger Moreno                                                                  | Venceu    |
| Prêmios ChipTV | Ator Antagonista de Série                  | Diego Vásquez                                                                 | Indicado  |
| Prêmios ChipTV | Atriz de Elenco de Série                   | Marcela Benjumea                                                              | Indicado  |
| Prêmios ChipTV | Atriz de Elenco de Série                   | Cony Camelo                                                                   | Indicado  |
| Prêmios ChipTV | Ator de Elenco de Série                    | Variel Sánchez                                                                | Indicado  |
| Prêmios ChipTV | Ator de Elenco de Série                    | Juan Sebastián Aragón                                                         | Indicado  |
| Prêmios ChipTV | Atriz Revelação de Série                   | Vitória Ortiz                                                                 | Venceu    |
| Prêmios ChipTV | Atriz Revelação de Série                   | Melissa Caceres                                                               | Indicado  |
| Prêmios ChipTV | Atriz Infantil de Série                    | Sofia Garcia                                                                  | Indicado  |
| Prêmios ChipTV | Atriz Infantil de Série                    | Alison Garcia                                                                 | Indicado  |
| Prêmios ChipTV | Melhor atriz de Tema Musical de Telenovela | Te Invito (composto por Herencia de Timbiquí, interpretado por Begner Vasquez | Indicado  |